# Gemeinde Junik
Die Gemeinde Junik (albanisch Komuna e Junikut, serbisch Општина Јуник Opština Junik) ist eine Gemeinde im Kosovo. Sie liegt im Bezirk Gjakova. Verwaltungssitz ist die Stadt Junik.

## Geschichte
Die Gemeinde Junik entstand im Januar 2010 folgend auf die Ende 2009 durchgeführten kosovarischen Lokalwahlen. Sie wurde aus Deçan ausgegliedert und ist eine der sieben damals neu eingeführten Gemeinden.

## Geographie
Die Gemeinde Junik befindet sich im Nordwesten des Kosovo. Im Süden grenzt sie an Gjakova, im Südwesten an die albanische Gemeinde Tropoja und im Norden an Deçan. Insgesamt befinden sich 3 Dörfer in der Gemeinde, ihre Fläche beträgt 78 km². Zusammen mit den Gemeinden Gjakova, Rahovec und Deçan bildet sie den Bezirk Gjakova.

## Bevölkerung
Die Volkszählung aus dem Jahr 2011 ergab für die Gemeinde Junik eine Einwohnerzahl von 6.084, davon waren 6.069 (99,75 %) Albaner.
6.022 bezeichneten sich als Muslime, einer als Katholik, zwei gaben keine Antwort und zwei sind konfessionslos.
| Zensus    | 1948  | 1953  | 1961  | 1971  | 1981  | 1991  | 2011  |
| --------- | ----- | ----- | ----- | ----- | ----- | ----- | ----- |
| Einwohner | 2.832 | 2.995 | 3.252 | 3.857 | 5.063 | 6.102 | 6.084 |

| Ethnie    | Albaner | Serben | Türken | Bosniaken | Roma | Aschkali | Goranen | Balkan-Ägypter | Andere | Unbekannt | Antwort verweigert |
| --------- | ------- | ------ | ------ | --------- | ---- | -------- | ------- | -------------- | ------ | --------- | ------------------ |
| Einwohner | 6.069   | -      | -      | -         | -    | -        | -       | -              | 4      | 2         | 9                  |

| Religion  | Muslime | Orthodoxe | Katholiken | Konfessionslose | Andere | Unbekannt | Antwort verweigert |
| --------- | ------- | --------- | ---------- | --------------- | ------ | --------- | ------------------ |
| Einwohner | 6.022   | -         | 1          | 2               | 2      | 9         | 48                 |

## Orte
| Albanisch | Serbisch | Einwohnerzahl (Volkszählung 2011) |
| --------- | -------- | --------------------------------- |
| Gjocaj    | Đocaj    | 31                                |
| Jasiq     | Jasić    | 0                                 |
| Junik     | Junik    | 6053                              |